# Dancer in the Dark
Dancer in the Dark (Bailar en la oscuridad, en España; Bailando en la oscuridad en México, y Bailarina en la oscuridad, en Argentina) es una película del año 2000 dirigida por Lars von Trier y coproducida por Alemania-Dinamarca-Francia-Suecia-Estados Unidos-Reino Unido-Italia. Este drama musical en idioma inglés cuenta con las actuaciones de la cantante islandesa Björk como principal protagonista; le siguen Catherine Deneuve, David Morse, Peter Stormare y Joel Grey. La película presenta la historia de Selma, una trabajadora inmigrante de Checoslovaquia que emigra a Estados Unidos y sufre una enfermedad ocular degenerativa y sueña despierta mientras trabaja en una fábrica. Selma ahorra para poder pagar una operación que evitará que su hijo sufra el mismo destino, aunque, finalmente, se enfrentará a acusaciones de homicidio y a la pena capital.
La banda sonora de la película, lanzada posteriormente como el álbum Selmasongs, fue escrita principalmente por Lars von Trier y Björk. Cuenta con contribuciones de Mark Bell y las letras de von Trier y Sjón. La banda comprende, además, tres canciones de The Sound of Music, musical de Rodgers y Hammerstein.
Dancer in the Dark es la tercera entrega de la trilogía fílmica Corazón dorado, que completan Breaking the Waves con Emily Watson, y Los idiotas; todas historias de mártires por amor cuya máxima aspiración es transcender el mundo cruel y patriarcal en el que viven. La película fue una coproducción internacional entre empresas con sede en trece países y regiones: Dinamarca, Finlandia, Francia, Alemania, Islandia, Países Bajos, Noruega, Suecia, Reino Unido y Estados Unidos. Fue filmada con cámara de mano, inspirada de alguna manera por el aspecto de la corriente Dogma 95.
En cuanto a su recepción por parte de la crítica, se estrenó en el Festival de Cannes de 2000 con ovaciones y rodeada de polémica; fue galardonada con la Palma de Oro, junto con el premio a la mejor actriz para Björk. La canción I've Seen It All, con Thom Yorke, fue nominada en los Premios Óscar para la categoría de mejor canción, pero perdió contra Things Have Changed, de Bob Dylan. La película polarizó a los críticos; fue vista por algunos como melodramática y por otros como una de las más importantes del siglo XXI.

## Sinopsis
En el estado de Washington, Selma Ježková, una inmigrante checa, se mudó a los Estados Unidos con su hijo, Gene Ježek. Viven una vida de pobreza mientras Selma trabaja en una fábrica con su buena amiga Kathy, a quien apoda Cvalda. Ella alquila un remolque en la propiedad del policía de la ciudad Bill Houston y su esposa, Linda. También es perseguida por el tímido pero persistente Jeff, que también trabaja en la fábrica.
Selma tiene una enfermedad ocular degenerativa y está perdiendo la visión. Ella ha estado ahorrando para pagar una operación que evitará que a su hijo le ocurra lo mismo. También participa en ensayos para una producción de The Sound of Music y acompaña a Kathy al cine local, donde juntas ven fabulosos musicales de Hollywood, como Cvalda se los describe.
En su vida cotidiana, Selma se desliza en sueños. Pronto Jeff y Cvalda comienzan a darse cuenta de que Selma apenas puede ver nada. Además, Bill le revela a Selma que su esposa materialista gasta más que su salario, y que el banco se llevará su casa. Para consolar a Bill, Selma revela su condición ocular, esperando que juntos puedan guardar el secreto del otro. Bill luego se esconde en la esquina de la casa de Selma, sabiendo que no puede verlo, y observa mientras pone algo de dinero en la lata de la cocina.
Al día siguiente, después de haber roto una máquina la noche anterior por un descuido, Selma es despedida de su trabajo. Cuando llega a casa para ahorrar su salario final, descubre que la lata está vacía; ella va al lado para denunciar el robo a Bill y Linda, solo para escuchar a Linda discutiendo cómo Bill ha traído a casa su caja de seguridad para contar sus ahorros. Sabiendo que Bill estaba en bancarrota y que el dinero que está contando debe ser suyo, ella lo confronta e intenta recuperar el dinero. Él le apunta con un arma, y en una lucha es herido. Linda corre para decirle a la policía a las órdenes de Bill. Bill luego le ruega a Selma que le quite la vida, diciéndole que esta será la única forma en que ella podrá reclamar el dinero que él le robó. Selma le dispara varias veces, pero por ceguera solo logra mutilar a Bill. Al final, ella realiza un golpe de gracia con la caja de seguridad. Selma cae en trance e imagina que el cadáver de Bill se levanta y baila con ella en un número musical, instándola a correr hacia la libertad. Ella lo hace, y lleva el dinero al Instituto para Ciegos para pagar la operación de su hijo antes de que la policía pueda quitárselo.
Selma es atrapada y finalmente llevada a juicio. Es acusada de asesinato y de simpatizar con el comunismo. También se le acusa de fingir su ceguera para aprovecharse del sistema de salud. Aunque dice tanta verdad sobre la situación como puede, se niega a revelar el secreto de Bill, diciendo que había prometido no hacerlo. Además, cuando su afirmación de que la razón por la que no tenía dinero era porque se lo había estado enviando a su padre en Checoslovaquia se demuestra que es falsa, es condenada y se le aplica la pena de muerte. Cvalda y Jeff finalmente juntan las piezas del rompecabezas y recuperan el dinero de Selma, usándolo para pagar a un abogado litigante que puede liberarla. Selma se enfurece y rechaza al abogado, optando por enfrentar la pena de muerte en lugar de dejar que su hijo quede ciego, pero está profundamente angustiada mientras espera su muerte. Aunque una simpática guardia de prisión llamada Brenda trata de consolarla, los otros funcionarios estatales están ansiosos por verla ejecutada. Brenda alienta a Selma a caminar. En la horca, se aterroriza, por lo que debe estar atada a una tabla de colapso. Su histeria cuando se coloca la capucha sobre su rostro retrasa la ejecución. Selma comienza a llorar histéricamente y Brenda llora con ella, pero Cvalda se apresura a informarle que la operación fue exitosa y que Gene lo verá. Aliviada, Selma canta la canción final en la horca sin acompañamiento musical, aunque la cuelgan antes de que termine.

## Reparto
- Björk: Selma Ježková
- Catherine Deneuve: Kathy (Cvalda)
- David Morse: Bill Houston
- Peter Stormare: Jeff
- Jean-Marc Barr: Norman
- Joel Grey: Oldřich Nový
- Cara Seymour: Linda Houston
- Siobhan Fallon: Brenda
- Vladica Kostic: Gene Ježek
- Vincent Paterson: Samuel
- Željko Ivanek: el distrito
- Udo Kier: el Dr. Pokorný
- Jens Albinus:  Morty
- Reathel Bean: el juez
- Michael Flessas

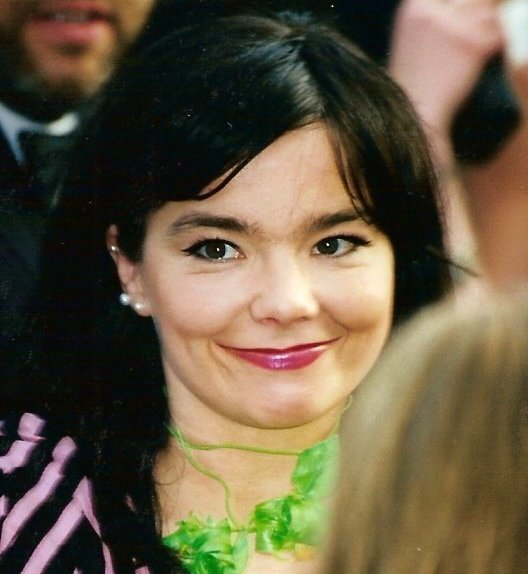
Björk en la edición del 2000 del Festival de Cannes.

- Mette Berggreen: la recepcionista
- Lars Michael Dinesen: jefe de defensa
- Katrine Falkenberg: Suzan
- Stellan Skarsgård: el doctor

## Producción

### Filmación
Gran parte de la película tiene un aspecto similar al de las anteriores inspiradas en el movimiento Dogme 95 de von Trier: Se filmó con cámaras digitales de mano de gama baja para crear una apariencia de estilo documental. Sin embargo, no es una verdadera película de Dogme 95, porque las reglas de Dogme estipulan que la violencia, la música no diegética y las piezas de época no están permitidas. von Trier diferencia las secuencias musicales del resto de la película al usar cámaras estáticas y al iluminar los colores.

### Música
Los fondos musicales de la película son retazos de las composiciones de Sjón y Richard Rodgers (de The Sound of Music). La lista de canciones fueron escritas por Björk y Lars Von Trier. La coreografía de varias escenas fue planificada por Vincent Paterson.

## Recepción

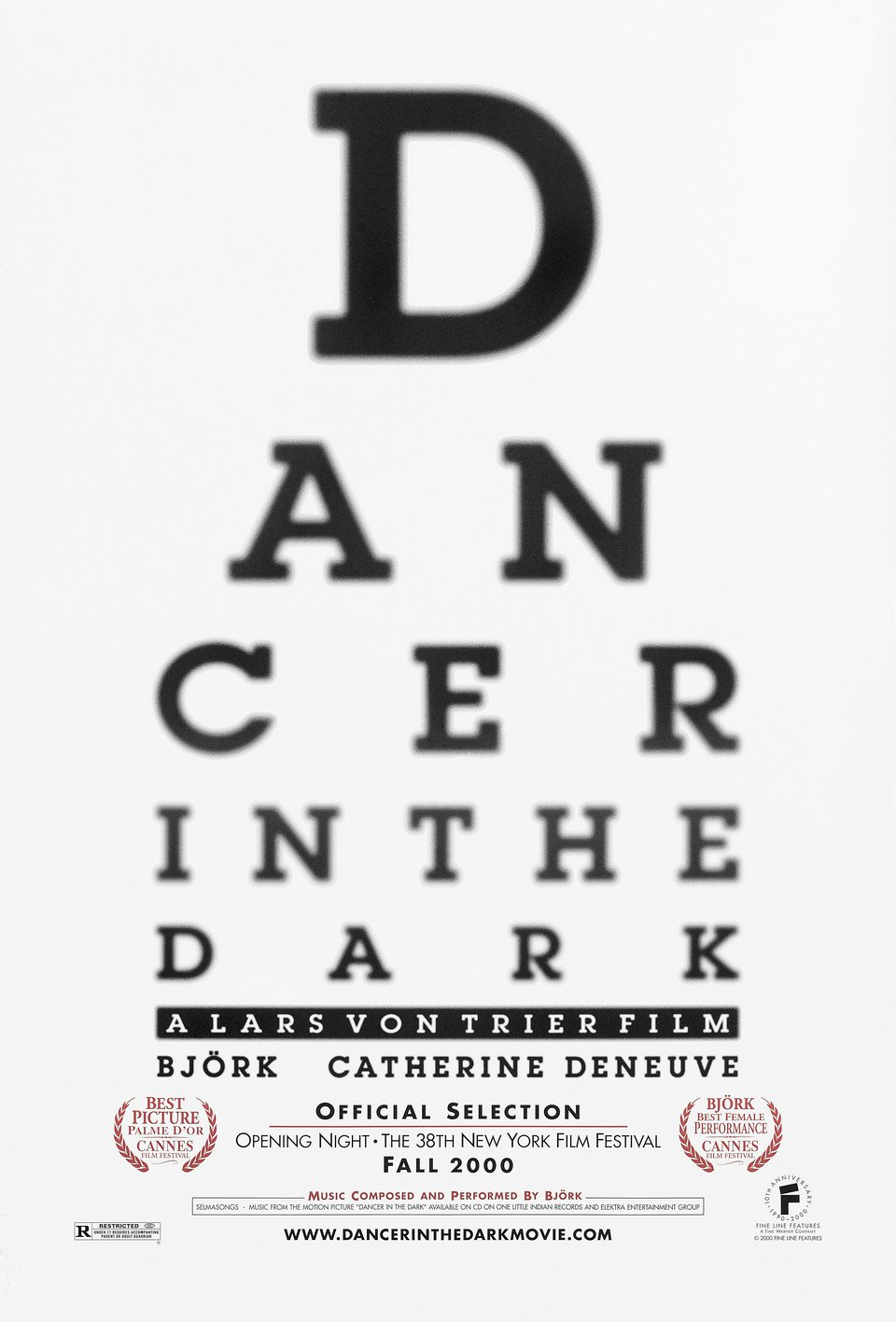
Cartel estadounidense, obra de en.

### Crítica
Peter Bradshaw de The Guardian llamó a Dancer in the Dark la película "más superficial y crudamente manipuladora" de 2000, y luego la calificó como "una de las peores películas, una de las peores obras de arte y quizás una de las peores cosas en la historia del mundo". La respuesta se refleja en el sitio web oficial de la película, que publica críticas positivas y negativas en su página principal. Las diversas evaluaciones dan como resultado una calificación general del 69% "Fresco" en el sitio web del agregador de reseñas Rotten Tomatoes, con una calificación promedio de 6.73 / 10, basada en 118 reseñas. El consenso crítico del sitio web dice: "Dancer in Dark puede ser sombría, aburrida y difícil de ver pero, aun así, tiene un rendimiento poderoso y conmovedor de Björk y es algo bastante nuevo y visionario". En Metacritic la película tiene una puntuación promedio ponderada de 61 de 100, basada en 33 reseñas, lo que indica "críticas generalmente favorables".

### Premios y candidaturas

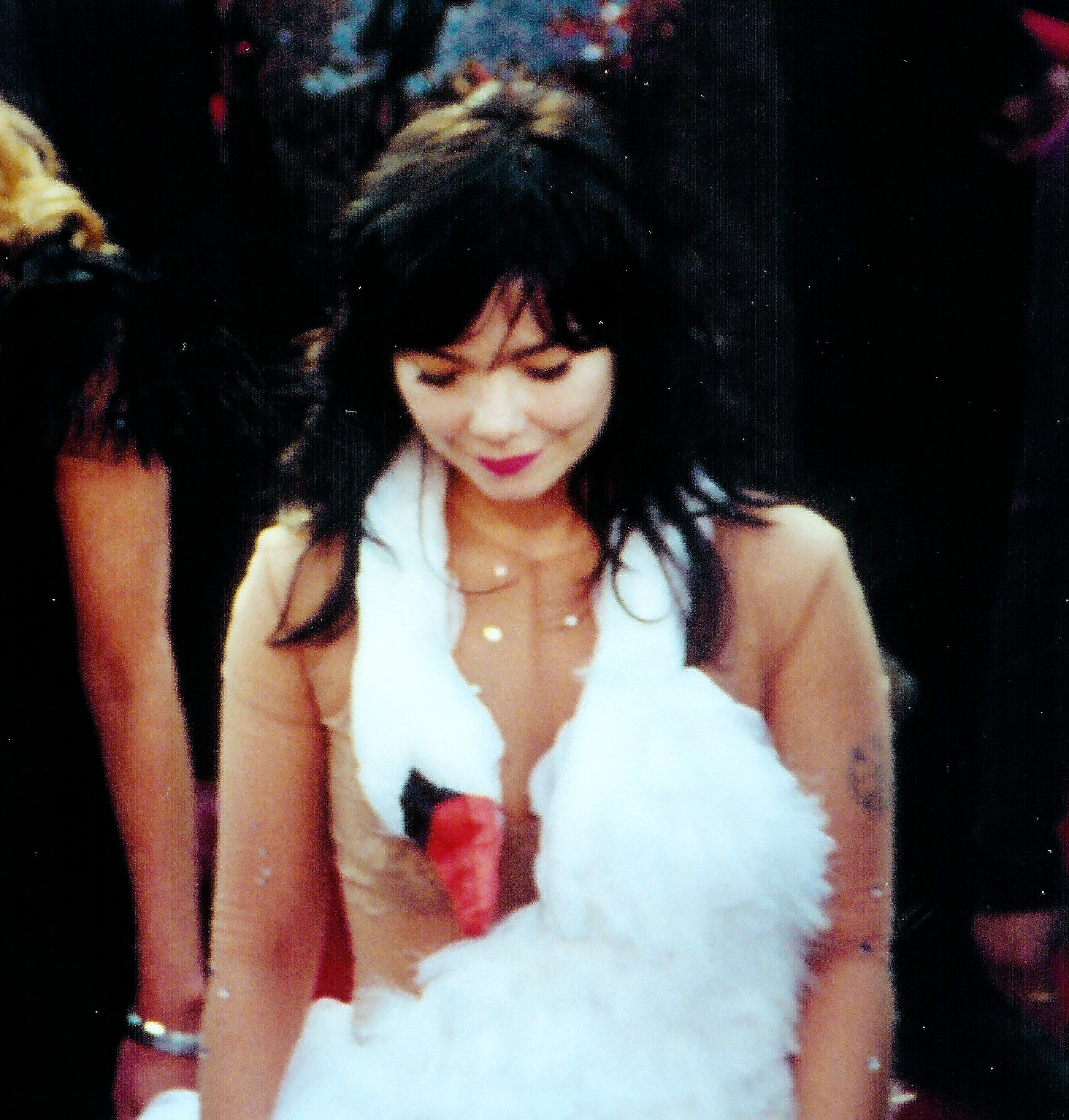
Björk en la edición del 2001 de los Premios Óscar, con el vestido de cisne diseñado por Maryan Peyoski.

La película se estrenó en el 53.er Festival de Cine de Cannes, en donde fue admirada y discutida por la crítica. Obtuvo la Palma de Oro y el galardón a la mejor actriz. La canción I've Seen It All fue candidata al Óscar a la mejor canción. En la presentación, Björk llevó su famoso vestido de cisne. 
| Año  | Premio                                                     | Categoría                                                 | Resultado |
| ---- | ---------------------------------------------------------- | --------------------------------------------------------- | --------- |
| 2000 | Festival de Cannes                                         | Palma de Oro                                              | Ganadora  |
| 2000 | Festival de Cannes                                         | Mejor actriz (Björk)                                      | Ganadora  |
| 2000 | Premios Edda (Islandia)                                    | Actriz del año (Björk)                                    | Ganadora  |
| 2000 | Premios del Cine Europeo                                   | Mejor película                                            | Ganadora  |
| 2000 | Premios del Cine Europeo                                   | Mejor actriz (Björk)                                      | Ganadora  |
| 2000 | Premios del Cine Europeo                                   | Premio de la audiencia al mejor director (Lars von Trier) | Ganadora  |
| 2000 | Premios del Cine Europeo                                   | Premio de la audiencia a la mejor actriz (Björk)          | Ganadora  |
| 2000 | Camerimage                                                 | Rana de Oro                                               | Candidato |
| 2000 | Golden Aries (Russian Guild of Film Critics)               | Mejor actriz (Björk)                                      | Ganadora  |
| 2000 | Premios Sierra (Sociedad de Críticos de Cine de Las Vegas) | Mejor actriz (Björk)                                      | Candidata |
| 2000 | Premios Sierra (Sociedad de Críticos de Cine de Las Vegas) | Mejor recién llegada (Björk)                              | Candidato |
| 2000 | National Board of Review                                   | Mejor actriz dramática (Björk)                            | Ganadora  |
| 2001 | Globos de Oro                                              | Mejor actriz dramática (Björk)                            | Nominado  |
| 2001 | Globos de Oro                                              | Mejor canción (I've Seen It All)                          | Candidato |
| 2001 | Premios César                                              | Mejor película extranjera                                 | Candidato |
| 2001 | Premios Goya                                               | Mejor película europea                                    | Ganadora  |
| 2001 | Blue Ribbon                                                | Mejor película en lengua extranjera                       | Ganadora  |
| 2001 | Festival Robert                                            | Mejor película                                            | Candidato |
| 2001 | Festival Robert                                            | Mejor director (Lars von Trier)                           | Candidato |
| 2001 | Festival Robert                                            | Mejor actriz (Björk)                                      | Ganadora  |
| 2001 | Festival Robert                                            | Mejor fotografía                                          | Candidato |
| 2001 | Festival Robert                                            | Mejor música original                                     | Ganadora  |
| 2001 | Festival Robert                                            | Mejor sonido                                              | Ganadora  |
| 2001 | Festival Robert                                            | Mejor montaje                                             | Ganadora  |
| 2001 | Festival Robert                                            | Mejor diseño de producción                                | Ganadora  |
| 2001 | Festival Robert                                            | Mejor diseño de vestuario                                 | Candidato |
| 2001 | Festival Robert                                            | Mejor maquillaje                                          | Candidato |
| 2001 | Festival Robert                                            | Mejor actriz de reparto (Siobhan Fallon)                  | Candidato |
| 2001 | Premios Óscar                                              | Mejor canción original por I've Seen It All               | Candidato |
| 2001 | Premios de la Academia Japonesa                            | Mejor película extranjera                                 | Ganadora  |
| 2001 | Premios Bodil                                              | Mejor película                                            | Candidata |
| 2001 | Premios Bodil                                              | Mejor actriz (Björk)                                      | Ganadora  |
| 2001 | Premios Chlotrudis                                         | Mejor película                                            | Candidata |
| 2001 | Premios Chlotrudis                                         | Mejor director (Lars von Trier)                           | Candidato |
| 2001 | Premios Chlotrudis                                         | Mejor actriz (Björk)                                      | Candidata |
| 2001 | Premios Chlotrudis                                         | Mejor actriz de reparto (Siobhan Fallon)                  | Candidata |
| 2001 | Premios Chlotrudis                                         | Mejor actor de reparto (Peter Stormare)                   | Candidato |
| 2001 | Premios Independent Spirit                                 | Mejor película extranjera                                 | Ganadora  |
| 2001 | Premios Satellite                                          | Mejor película dramática                                  | Candidata |
| 2001 | Premios Satellite                                          | Mejor actriz dramática (Björk)                            | Candidata |
| 2001 | Premios Satellite                                          | Mejor actriz de reparto dramática (Catherine Deneuve)     | Candidata |
| 2001 | Premios Satellite                                          | Mejor canción original (I've Seen It All)                 | Candidata |
| 2001 | Premios Turia                                              | Mejor película extranjera                                 | Candidata |